# ويليام باترسون بورلاند
ويليام باترسون بورلاند هو محامي وسياسي أمريكي، ولد في 14 أكتوبر 1867 في ليفنوورث في الولايات المتحدة، وتوفي في 20 فبراير 1919 في كوبلنتس في ألمانيا. نشط حزبياً في الحزب الديمقراطي. وقد انتخب عضو مجلس النواب الأمريكي ‏.